# Wanda Bajor
Wanda Bajor – filozof, kierownik Katedry Historii Filozofii w Polsce. Redaktor naczelny serii „Acta Mediaevalia” i zastępca redaktora naczelnego Roczników Kulturoznawczych.

## Zainteresowania naukowe
Problematyka badawcza, którą się zajmuje, to: historia filozofii starożytnej i średniowiecznej, historia filozofii średniowiecznej w Polsce, kultura intelektualna średniowiecza, noetyka arystotelesowska i psychologia spekulatywna, edytorstwo średniowiecznych, naukowych tekstów rękopiśmiennych (paleografia łacińska).

## Prace

### Publikacje
- Benedicti Hesse Quaestiones disputatae super tres libros De anima Aristotelis (Libri II et III). Editio critica et inquisitio historico-philosophica, Lublin 2011, s. 898;
- Quaestiones disputatae super primum librum De anima Aristotelis benedicti Hesse (editio critica), „Acta Mediaevalia” 14(2000), s. 157;
- Pauli de Worczyn Expositio „Politicae” Aristotelis, Libri i-II, edotio critica, Warszawa 2017, s. 126.

### Książki
- Benedicti Hesse Quaestiones disputatae super tres libros: „De anima” Aristotelis (2012, Libri II et III)
- Quaestiones disputatae super primum librum „De anima” Aristotelis Benedicti Hesse de Cracovia (2000)

### Artykuły
- Medium tożsamości. Książka w kulturze średniowiecznej Europy (2018)[2]
- The Cracovian Precursors of Ius Gentium in the Jagiellonian and Contemporary Periods (2018)
- The concept of anima separata in terms of the late – mediaeval via moderna (2017)
- Elementy polskiej kultury narodowej doby średniowiecza (2017)
- Idee wolności i równości w polskiej kulturze intelektualnej doby średniowiecza (2017)
- Średniowieczna debata na temat astrologii (2014)
- Geneza i misja uniwersytetu (2013)

### Hasła encyklopedyczne

#### 2011
- Putanowicz Józef Alojzy
- Wartenberg Mścisław
- Świątkowski Marcin
- Wąsik Wiktor[3]
- Chróścikowski Samuel Kasper
- Brodziński Kazimierz
- Starowolski Szymon

#### 2019
- Aristoteles Latinus